# Galaxias pullus
Galaxias pullus es un pez que pertenece a la familia Galaxiidae. Esta especie solo se encuentra en las cuencas de Strath Taieri y el río Clutha en Otago, Nueva Zelanda.